# Aïr and Ténéré Addax Sanctuary
Het Aïr and Ténéré Addax Sanctuary is een natuurreservaat in Niger. Het reservaat is onderdeel van het grotere Aïr and Ténéré National Nature Reserve, dat is ingeschreven op de UNESCO-Werelderfgoedlijst. Aïr and Ténéré Addax Sanctuary omvat 12.800 km² van deze inschrijving. 
Het reservaat beschermt de addax, een ernstig bedreigde diersoort die ooit in grote delen van het Aïrgebergte en de Ténéréwoestijn rondzwierf. Het reservaat werd opgericht op 1 januari 1988 en is van het IUCN-type Ia (natuurreservaat). Het is meest beschermde faunareservaat in Niger.
Plannen in het begin van de jaren 1990 om in gevangenschap gefokte addax in het reservaat te herintroduceren, ontspoorden door de opkomst van de Toeareg-opstand in de jaren 1990, terwijl een tweede poging werd stopgezet door gevechten die in 2007 uitbraken. Vanaf 2006 werd gevreesd dat de overgebleven addaxpopulatie in het reservaat niet langer zelfvoorzienend was.